# Басань (село)
Баса́нь — село в Україні, у Пологівській міській громаді Пологівського району Запорізької області. Населення становить 1422 осіб.

## Географія
Село Басань розташована на березі річки Мала Токмачка, вище за течією примикає село Семенівка, нижче за течією примикає село Тарасівка. Примикає до села Шевченкове. Річка в цьому місці пересихає, на ній є декілька загат. Через село проходить автошлях територіального значення Т 0401.

## Історія
Село Басань заснована 1790 року козаками-переселенцями зі Старої Басані — нині Ніжинського району Чернігівської області.
За переписом 1897 року кількість мешканців становила 5595 осіб (2791 чоловічої статі та 2804 — жіночої), з яких 5542 — православної віри.
З 1917 року — у складі УНР.
Під час організованого радянською владою Голодомору 1932—1933 років померло щонайменше 198 жителів села.
З 24 серпня 1991 року, після 70-річного періоду російської комуністичної окупації — знову у складі Незалежної України.
30 березня 2018 року Басанська сільська рада, в результаті децентралізації, об'єднана з Пологівською міською громадою.
12 червня 2020 року, відповідно до розпорядження Кабінету Міністрів України № 713-р «Про визначення адміністративних центрів та затвердження територій територіальних громад Запорізької області», увійшло до складу Пологівської міської громади.
19 липня 2020 року, в результаті адміністративно-територіальної реформи та ліквідації  Пологівського(1923-2020) району увійшло до складу новоутвореного Пологівського району.

## Герб Басанської сільської ради
На синьому полі — золота бджола на золотих сотах, правіше від неї — керамічний глечик, з якого ллється вода. На золотому полі під бджолою — герб Кальміутської Паланки.
Бджола — то працьовитість, а ще чистий степ, пишні трави й квіти. Глечик вказує на поклади керамічної глини, а ще він є символом злагоди. Вода, що витікає з глечика — басанська, з чудовими властивостями, вода — це джерело життя.
Герб Кальміутської Паланки говорить про те, що в селі було багато козаків, навіть надовго збереглися козацькі традиції й назви. Герб увінчаний короною із золотих колосків, що вказує на сільський характер поселення.

## Населення

### Мова
Розподіл населення за рідною мовою за даними перепису 2001 року:
| Мова            | Кількість | Відсоток |
| --------------- | --------- | -------- |
| українська      | 1331      | 93.60%   |
| російська       | 86        | 6.05%    |
| румунська       | 4         | 0.28%    |
| інші/не вказали | 1         | 0.07%    |
| Усього          | 1422      | 100%     |